# 葛林華德
葛林華德（Greenwald, Greenewald）可以指：

## 人物
- 葛倫·葛林華德（英語：Glenn Edward Greenwald，1967年3月6日－），美國律師、記者和作家。
- 小約翰·葛林華德（英語：John Greenewald Jr.，1981年4月17日－），美國製作人。

|  | 本页或本分段罗列了姓氏为「葛林華德」的人物。 如果是一个指代特定个人的内链将您引导到本页，請考慮修正該人物的名字以將链接指向正確的條目。 |